# Liste des espèces du genre Dendrobium
Liste alphabétique de toutes les espèces appartenant au genre Dendrobium selon World Checklist of Selected Plant Families (WCSP) (28 nov. 2010):
- Haut – A
- B
- C
- D
- E
- F
- G
- H
- I
- J
- K
- L
- M
- N
- O
- P
- Q
- R
- S
- T
- U
- V
- W
- X
- Y
- Z

## A
World Checklist of Selected Plant Families (WCSP) (01 jan. 2013)
- Dendrobium abbreviatum Schltr. (1912)
- Dendrobium aberrans Schltr. (1912)
- Dendrobium abhaycharanii (Phukan & A.A.Mao) Schuit. & Peter B.Adams (2011)
- Dendrobium acaciifolium J.J.Sm. (1917)
- Dendrobium acanthephippiiflorum J.J.Sm. (1915)
- Dendrobium acerosum Lindl. (1841)
- Dendrobium aciculare Lindl. (1840)
- Dendrobium acinaciforme Roxb. (1832)
- Dendrobium aclinia Rchb.f. (1856)
- Dendrobium acuminatissimum (Blume) Lindl. (1830)
- Dendrobium acutifolium Ridl. (1917)
- Dendrobium acutilobum Schltr. (1912)
- Dendrobium acutimentum J.J.Sm. (1917)
- Dendrobium acutisepalum J.J.Sm. (1911)
- Dendrobium adae F.M.Bailey (1884)
- Dendrobium adamsii A.D.Hawkes (1952)
- Dendrobium aduncilobom J.J.Sm. (1927)
- Dendrobium aduncum Lindl. (1842)
- Dendrobium aemulum R.Br. (1810)
- Dendrobium aethalodes Ormerod (2007)
- Dendrobium affine (Decne.) Steud. (1840)
- Dendrobium agamense J.J.Sm. (1926)
- Dendrobium agrostophylloides Schltr. (1912)
- Dendrobium agrostophyllum F.Muell. (1874)
- Dendrobium agusanense Ames (1923)
- Dendrobium ajoebii J.J.Sm. (1913)
- Dendrobium alabense J.J.Wood (1990)
- Dendrobium alaticaulinum P.Royen (1979)
- Dendrobium albayense Ames (1912)
- Dendrobium albiflorum Ridl. (1886)
- Dendrobium albopurpureum (Seidenf.) Schuit. & Peter B.Adams (2011)
- Dendrobium albosanguineum Lindl. & Paxton (1851)
- Dendrobium alderwereltianum J.J.Sm. (1917)
- Dendrobium alexandrae Schltr. (1912)
- Dendrobium aliciae Ames & Quisumb. (1933 publ. 1934)
- Dendrobium aloifolium (Blume) Rchb.f. (1861)
- Dendrobium alticola Schltr. (1912)
- Dendrobium amabile (Lour.) O'Brien (1909)
- Dendrobium amboinense Hook. (1856)
- Dendrobium amethystoglossum Rchb.f. (1872)
- Dendrobium amoenum Wall. ex Lindl. (1830)
- Dendrobium amphigenyum Ridl. (1916)
- Dendrobium amplum Lindl. (1830)
- Dendrobium anamalayanum Chandrab., V.Chandras. & N.C.Nair (1981)
- Dendrobium anceps Sw. (1800)
- Dendrobium ancipitum (P.O'Byrne & J.J.Verm.) Schuit. & Peter B.Adams (2011)
- Dendrobium ×andersonianum F.M.Bailey (1905)
- Dendrobium andreemillariae T.M.Reeve (1982)
- Dendrobium angulatum Lindl. (1830)
- Dendrobium angustiflorum J.J.Sm. (1912)
- Dendrobium angustipetalum J.J.Sm. (1905)
- Dendrobium angustispathum J.J.Sm. (1935)
- Dendrobium anisobulbon Schuit. & Peter B.Adams (2011)
- Dendrobium annae J.J.Sm. (1905)
- Dendrobium annamense Rolfe (1906)
- Dendrobium annuligerum Rchb.f. (1871)
- Dendrobium anosmum Lindl. (1845)
- Dendrobium antennatum Lindl. (1843)
- Dendrobium anthrene Ridl. (1896)
- Dendrobium apertum Schltr. (1912)
- Dendrobium aphanochilum Kraenzl. (1910)
- Dendrobium aphrodite Rchb.f. (1862)
- Dendrobium aphyllum (Roxb.) C.E.C.Fisch. (1928)
- Dendrobium apiculiferum J.J.Sm. (1913)
- Dendrobium appendicula Schltr. (1912)
- Dendrobium appendiculatum (Blume) Lindl. (1830)
- Dendrobium aprinoides J.J.Sm. (1929)
- Dendrobium aprinum J.J.Sm. (1911)
- Dendrobium aqueum Lindl. (1843)
- Dendrobium arachnoideum Schltr. (1912)
- Dendrobium araneola Schltr. (1912)
- Dendrobium aratriferum J.J.Sm. (1908)
- Dendrobium archipelagense Howcroft & W.N.Takeuchi (2002)
- Dendrobium arcuatum J.J.Sm. (1905)
- Dendrobium arfakense J.J.Sm. (1913)
- Dendrobium argiense J.J.Sm. (1913)
- Dendrobium aridum J.J.Sm. (1935)
- Dendrobium aries J.J.Sm. (1914)
- Dendrobium aristiferum J.J.Sm. (1911)
- Dendrobium arjunoense (J.J.Wood & J.B.Comber) Schuit. & Peter B.Adams (2011)
- Dendrobium armeniacum P.J.Cribb (1981)
- Dendrobium armitiae F.M.Bailey (1900)
- Dendrobium aromaticum J.J.Sm. (1915)
- Dendrobium arthrobulbum Kraenzl. (1914)
- Dendrobium arunachalense C.Deori, S.K.Sarma, Phukan & A.A.Mao (2006)
- Dendrobium asperatum Schltr. (1912)
- Dendrobium asphale Rchb.f. (1874)
- Dendrobium assamicum S.Chowdhury (1988)
- Dendrobium atavus J.J.Sm. (1905)
- Dendrobium atjehense J.J.Sm. (1932)
- Dendrobium atroviolaceum Rolfe (1890)
- Dendrobium attenuatum Lindl. (1859)
- Dendrobium aurantiflammeum J.J.Wood (1998)
- Dendrobium aurantiroseum P.Royen ex T.M.Reeve (1982)
- Dendrobium aureicolor J.J.Sm. (1911)
- Dendrobium aureilobum J.J.Sm. (1921)
- Dendrobium auriculatum Ames & Quisumb. (1932)
- Dendrobium austrocaledonicum Schltr. (1906)
- Dendrobium auyongii T.Yukawa (1998)
- Dendrobium axillare Schltr. (1912)
- Dendrobium ayubii J.B.Comber & J.J.Wood (1999)

## B
- Dendrobium babiense J.J.Sm. (1912)
- Dendrobium baeuerlenii F.Muell. & Kraenzl. (1894)
- Dendrobium baileyi F.Muell. (1874)
- Dendrobium bakoense J.J.Wood (2008)
- Dendrobium balzerianum Fessel & Lückel (1997)
- Dendrobium bambusiforme Schltr. (1923)
- Dendrobium bambusinum Ridl. (1916)
- Dendrobium bandaense Schltr. (1906)
- Dendrobium barbatulum Lindl. (1830)
- Dendrobium barioense J.J.Wood (2008)
- Dendrobium barisanum J.J.Sm. (1917)
- Dendrobium basilanense Ames (1912)
- Dendrobium beamanianum J.J.Wood & A.L.Lamb (1993)
- Dendrobium bellatulum Rolfe  (1903)
- Dendrobium bensoniae Rchb.f. (1867)
- Dendrobium bicallosum Ridl. (1917)
- Dendrobium bicameratum Lindl. (1839)
- Dendrobium bicaudatum Reinw. ex Lindl. (1859)
- Dendrobium bicolense Lubag-Arquiza (2006)
- Dendrobium bicornutum Schltr. (1906)
- Dendrobium bicristatum Ormerod (2008)
- Dendrobium bifalce Lindl. (1843)
- Dendrobium bifarium Lindl. (1830)
- Dendrobium biflorum (G.Forst.) Sw. (1799)
- Dendrobium bifurcatum T.Yukawa (2003)
- Dendrobium bigibbum Lindl. (1852)
- Dendrobium bihamulatum J.J.Sm. (1917)
- Dendrobium bilobulatum Seidenf. (1985)
- Dendrobium bilobum Lindl. (1843)
- Dendrobium biloculare J.J.Sm. (1904)
- Dendrobium bismarckiense Schltr. (1905)
- Dendrobium blanche-amesiae A.D.Hawkes & A.H.Heller (1957)
- Dendrobium blumei Lindl. (1830)
- Dendrobium bostrychodes Rchb.f. (1880)
- Dendrobium boumaniae J.J.Sm. (1926)
- Dendrobium bowmanii Benth. (1873)
- Dendrobium brachyanthum Schltr. (1921)
- Dendrobium brachycalyptra Schltr. (1923)
- Dendrobium brachycentrum Ridl. (1916)
- Dendrobium brachypus (Endl.) Rchb.f. (1876)
- Dendrobium brachythecum F.Muell. & Kraenzl. (1894)
- Dendrobium bracteosum Rchb.f. (1886)
- Dendrobium braianense Gagnep. (1938)
- Dendrobium branderhorstii J.J.Sm. (1910)
- Dendrobium brassii T.M.Reeve & P.Woods (1989)
- Dendrobium brevicaudum D.L.Jones & M.A.Clem. (1994)
- Dendrobium brevicaule Rolfe (1899)
- Dendrobium brevilabium Schltr. (1912)
- Dendrobium brevimentum Seidenf. (1985)
- Dendrobium brillianum Ormerod & Cavestro (2005)
- Dendrobium brunnescens Schltr. (1912)
- Dendrobium brymerianum Rchb.f. (1875)
- Dendrobium buffumii A.D.Hawkes (1957)
- Dendrobium bukidnonense Ames & Quisumb. (1936)
- Dendrobium bulbophylloides Schltr. (1912)
- Dendrobium bullenianum Rchb.f. (1862)
- Dendrobium bunuanense Ames (1925)
- Dendrobium busuangense Ames (1920)

## C
- Dendrobium cabadbarense Ames (1915)
- Dendrobium cadetiiflorum J.J.Sm. (1935)
- Dendrobium calcaratum A.Rich. (1834)
- Dendrobium calcariferum Carr (1935)
- Dendrobium calceolum Roxb.  (1832)
- Dendrobium calicopis Ridl. (1899)
- Dendrobium caliculi-mentum R.S.Rogers (1925)
- Dendrobium calophyllum Rchb.f. (1870)
- Dendrobium calothyrsos Schltr. (1922)
- Dendrobium calyptratum J.J.Sm. (1911)
- Dendrobium camaridiorum Rchb.f. (1876)
- Dendrobium campbellii P.J.Cribb & B.A.Lewis (1991)
- Dendrobium canaliculatum R.Br. (1810)
- Dendrobium cancroides T.E.Hunt (1947)
- Dendrobium capillipes Rchb.f. (1867)
- Dendrobium capitellatoides J.J.Sm. (1917)
- Dendrobium capituliflorum Rolfe (1901)
- Dendrobium capra J.J.Sm. (1910)
- Dendrobium carinatum (L.) Willd. (1805)
- Dendrobium cariniferum Rchb.f. (1869)
- Dendrobium carnicarinum Kores (1989)
- Dendrobium carolinense Schltr. (1921)
- Dendrobium carrii Rupp & C.T.White (1937)
- Dendrobium carronii Lavarack & P.J.Cribb (1982 publ. 1983)
- Dendrobium caryicola Guillaumin (1953)
- Dendrobium casuarinae Schltr. (1918)
- Dendrobium catenatum Lindl. (1830)
- Dendrobium catillare Rchb.f. (1868)
- Dendrobium caudiculatum (M.A.Clem. & D.L.Jones) Schuit. & de Vogel (2003)
- Dendrobium cavipes J.J.Sm. (1908)
- Dendrobium ceraceum Schltr. (1923)
- Dendrobium ceraula Rchb.f. (1876)
- Dendrobium chalmersii F.Muell. (1882)
- Dendrobium chameleon Ames (1908)
- Dendrobium chapaense Aver. (2006)
- Dendrobium chewiorum J.J.Wood & A.L.Lamb (2008)
- Dendrobium chittimae Seidenf. (1997)
- Dendrobium chlorostylum Gagnep. (1950)
- Dendrobium chordiforme Kraenzl. (1910)
- Dendrobium christyanum Rchb.f. (1882)
- Dendrobium chrysanthum Wall. ex Lindl. (1830)
- Dendrobium chryseum Rolfe (1888)
- Dendrobium chrysobulbon Schltr. (1922)
- Dendrobium chrysocrepis C.S.P.Parish & Rchb.f. ex Hook.f. (1872)
- Dendrobium chrysopterum Schuit. & de Vogel (2001)
- Dendrobium chrysosema Schltr. (1923)
- Dendrobium chrysotainium Schltr. (1910)
- Dendrobium chrysotoxum Lindl. (1847)
- Dendrobium ciliatilabellum Seidenf. (1985)
- Dendrobium cinereum J.J.Sm. (1920)
- Dendrobium cinnabarinum Rchb.f. (1880)
- Dendrobium clausum Schltr. (1912)
- Dendrobium clavator Ridl.  (1896)
- Dendrobium clavuligerum J.J.Sm. (1934)
- Dendrobium cleistogamum Schltr. (1906)
- Dendrobium closterium Rchb.f. (1876)
- Dendrobium cochleatum J.J.Sm. (1908)
- Dendrobium cochliodes Schltr. (1912)
- Dendrobium codonosepalum J.J.Sm. (1935)
- Dendrobium coelandria Kraenzl. (1910)
- Dendrobium coeloglossum Schltr. (1912)
- Dendrobium collinum J.J.Sm. (1910)
- Dendrobium coloratum J.J.Sm. (1913)
- Dendrobium comberi P.O'Byrne & J.J.Verm. (2003)
- Dendrobium compactum Rolfe ex W.Hackett (1904)
- Dendrobium compressicaule J.J.Sm. (1928)
- Dendrobium compressimentum J.J.Sm. (1928)
- Dendrobium compressistylum J.J.Sm. (1926)
- Dendrobium compressum Lindl. (1842)
- Dendrobium conanthum Schltr. (1912)
- Dendrobium concavum J.J.Sm. (1905)
- Dendrobium confinale Kerr (1927)
- Dendrobium confundens Kraenzl. (1910)
- Dendrobium conicum J.J.Sm. (1912)
- Dendrobium connatum (Blume) Lindl. (1830)
- Dendrobium constrictum J.J.Sm. (1908)
- Dendrobium contextum Schuit. & de Vogel ex J.M.H.Shaw (2003)
- Dendrobium convexipes J.J.Sm. (1929)
- Dendrobium convolutum Rolfe (1906)
- Dendrobium copelandianum F.Muell. & Kraenzl. (1895)
- Dendrobium corallorhizon J.J.Sm. (1931)
- Dendrobium correllianum A.D.Hawkes & A.H.Heller (1957)
- Dendrobium corrugatilobum J.J.Sm. (1921)
- Dendrobium corticicola Schltr. (1912)
- Dendrobium corydaliflorum J.J.Wood (2008)
- Dendrobium courtauldii Summerh. ex J.J.Wood (1981)
- Dendrobium cowenii P.O'Byrne & J.J.Verm. (2007)
- Dendrobium crabro Ridl. (1908)
- Dendrobium crassicaule Schltr. (1906)
- Dendrobium crassiflorum J.J.Sm. (1911)
- Dendrobium crassifolium Schltr. (1906)
- Dendrobium crassilabium P.J.Spence (2004)
- Dendrobium crassimarginatum L.O.Williams (1937)
- Dendrobium crassinervium J.J.Sm. (1913)
- Dendrobium crenatifolium J.J.Sm. (1911)
- Dendrobium crenatilabre J.J.Sm. (1912)
- Dendrobium crepidatum Lindl. & Paxton (1850)
- Dendrobium crispatum (G.Forst.) Sw. (1799)
- Dendrobium crispilinguum P.J.Cribb (1980)
- Dendrobium crocatum Hook.f. (1890)
- Dendrobium croceocentrum J.J.Sm. (1920)
- Dendrobium crucilabre J.J.Sm. (1927)
- Dendrobium cruentum Rchb.f. (1884)
- Dendrobium crumenatum Sw. (1799)
- Dendrobium cruttwellii T.M.Reeve (1980)
- Dendrobium crystallinum Rchb.f. (1868)
- Dendrobium cucullatum R.Br. (1821)
- Dendrobium cuculliferum J.J.Sm. (1913)
- Dendrobium cucullitepalum J.J.Sm. (1928)
- Dendrobium cucumerinum McLeay ex Lindl. (1842)
- Dendrobium cultrifolium Schltr. (1919)
- Dendrobium cumulatum Lindl. (1855)
- Dendrobium cuneatum Schltr. (1906)
- Dendrobium cuneilabrum J.J.Sm. (1909)
- Dendrobium cunninghamii Lindl. (1835)
- Dendrobium curviflorum Rolfe (1895)
- Dendrobium curvimentum J.J.Sm. (1917)
- Dendrobium curvisepalum Ridl. (1916)
- Dendrobium curvum Ridl. (1917)
- Dendrobium cuspidatum Lindl. (1830)
- Dendrobium cuthbertsonii F.Muell. (1888)
- Dendrobium cyanocentrum Schltr. (1905)
- Dendrobium cyanopterum Kraenzl. (1910)
- Dendrobium cyatopoides J.J.Sm. (1931)
- Dendrobium cyclolobum Schltr. (1912)
- Dendrobium cylindricum J.J.Sm. (1913)
- Dendrobium cymatoleguum Schltr. (1906)
- Dendrobium cymbicallum P.O'Byrne & J.J.Wood (2007)
- Dendrobium cymbiforme Rolfe (1898)
- Dendrobium cymboglossum J.J.Wood & A.L.Lamb (1994)
- Dendrobium cymbulipes J.J.Sm. (1927)
- Dendrobium cyrtolobum Schltr. (1912)
- Dendrobium cyrtosepalum Schltr. (1905)

## D
- Dendrobium dactyliferum Rchb.f. (1884)
- Dendrobium dactylodes Rchb.f. (1877)
- Dendrobium daenikerianum Kraenzl. (1929)
- Dendrobium dalatense Gagnep. (1930)
- Dendrobium dalleizettii Gagnep. (1950)
- Dendrobium dantaniense Guillaumin (1957)
- Dendrobium darjeelingensis Pradhan (1979)
- Dendrobium davaoense Lubag-Arquiza (2006)
- Dendrobium dearei Rchb.f. (1882)
- Dendrobium debile Schltr. (1912)
- Dendrobium decumbens Schltr. (1912)
- Dendrobium deflexilobum J.J.Wood & A.L.Lamb (2008)
- Dendrobium dekockii J.J.Sm. (1911)
- Dendrobium delacourii Guillaumin (1924)
- Dendrobium ×delicatum  (F.M.Bailey) F.M.Bailey (1902)
- Dendrobium deltatum Seidenf. (1985)
- Dendrobium dendrocolloides J.J.Sm. (1913)
- Dendrobium denneanum Kerr  (1933)
- Dendrobium densiflorum Lindl. (1830)
- Dendrobium densifolium Schltr. (1912)
- Dendrobium dentatum Seidenf. (1981)
- Dendrobium denudans D.Don (1825)
- Dendrobium deplanchei Rchb.f. (1876)
- Dendrobium derryi Ridl. (1907)
- Dendrobium devogelii J.J.Wood (2008)
- Dendrobium devonianum Paxton (1840)
- Dendrobium devosianum J.J.Sm. (1934)
- Dendrobium diaphanum Schltr. (1910)
- Dendrobium diceras Schltr. (1919)
- Dendrobium dichaeoides Schltr. (1912)
- Dendrobium dichroma Schltr. (1912)
- Dendrobium dickasonii L.O.Williams (1940)
- Dendrobium dielsianum Schltr. (1923)
- Dendrobium diffusum L.O.Williams (1937)
- Dendrobium dillonianum A.D.Hawkes & A.H.Heller (1957)
- Dendrobium diodon Rchb.f. (1876)
- Dendrobium dionaeoides J.J.Sm. (1915)
- Dendrobium discerptum J.J.Sm. (1910)
- Dendrobium discocaulon Schltr. (1912)
- Dendrobium discoides Schltr. (1912)
- Dendrobium discolor Lindl. (1841)
- Dendrobium dissitifolium Ridl. (1916)
- Dendrobium distachyon Lindl. (1859)
- Dendrobium distichobulbum P.J.Cribb (1995)
- Dendrobium distichum (C.Presl) Rchb.f. (1876)
- Dendrobium dixanthum Rchb.f. (1865)
- Dendrobium dixonianum Rolfe ex Downie (1925)
- Dendrobium djamuense Schltr. (1912)
- Dendrobium dolichocaulon Schltr. (1923)
- Dendrobium draconis Rchb.f. (1862)
- Dendrobium dulce J.J.Sm. (1909)

## E
- Dendrobium eboracense Kraenzl. (1894)
- Dendrobium efogiense Ormerod (2008)
- Dendrobium elatum Schltr. (1912)
- Dendrobium elephantinum Finet (1903)
- Dendrobium ellipsophyllum Tang & F.T.Wang (1951)
- Dendrobium emarginatum J.W.Moore (1933)
- Dendrobium endertii J.J.Sm. (1931)
- Dendrobium engae T.M.Reeve (1979)
- Dendrobium epidendropsis Kraenzl. (1908)
- Dendrobium equitans Kraenzl. (1910)
- Dendrobium erectifolium J.J.Sm. (1908)
- Dendrobium erectopatens J.J.Sm. (1911)
- Dendrobium erectum Schltr. (1912)
- Dendrobium eriiflorum Griff. (1851)
- Dendrobium eriopexis Schltr. (1905)
- Dendrobium erostelle Seidenf. (1985)
- Dendrobium erosum (Blume) Lindl. (1830)
- Dendrobium erubescens Schltr. (1912)
- Dendrobium erythraeum Schuit. & de Vogel (2003)
- Dendrobium erythropogon Rchb.f. (1885)
- Dendrobium escritorii Ames (1915)
- Dendrobium eserre Seidenf. (1985)
- Dendrobium esuriens Rchb.f. (1860)
- Dendrobium eumelinum Schltr. (1923)
- Dendrobium euryanthum Schltr. (1905)
- Dendrobium exaltatum Schltr. (1912)
- Dendrobium exasperatum Schltr. (1912)
- Dendrobium exile Schltr. (1906)
- Dendrobium exilicaule Ridl. (1924)
- Dendrobium eximium Schltr. (1905)
- Dendrobium extra-axillare Schltr. (1912)
- Dendrobium eymanum Ormerod (2005)

## F
- Dendrobium faciferum J.J.Sm. (1908)
- Dendrobium fairchildiae Ames & Quisumb. (1932)
- Dendrobium falcatum J.J.Sm. (1908)
- Dendrobium falcipetalum Schltr. (1912)
- Dendrobium falconeri Hook. (1856)
- Dendrobium falcorostrum Fitzg. (1876)
- Dendrobium fanjingshanense Z.H.Tsi ex X.H.Jin & Y.W.Zhang (2001)
- Dendrobium farinatum Schildh. & Schraut (2004)
- Dendrobium farmeri Paxton (1849)
- Dendrobium fellowsii F.Muell. (1870)
- Dendrobium ferdinandii Kraenzl. (1910)
- Dendrobium filicaule Gagnep. (1950)
- Dendrobium fimbriatum Hook. (1823)
- Dendrobium fimbrilabium J.J.Sm. (1920)
- Dendrobium findlayanum C.S.P.Parish & Rchb.f. (1874)
- Dendrobium finetianum Schltr. (1906)
- Dendrobium finisterrae Schltr. (1912)
- Dendrobium finniganense D.L.Jones (1992)
- Dendrobium fissum Schltr. (1912)
- Dendrobium flagellum Schltr. (1912)
- Dendrobium flebiliflorum Ormerod (2005)
- Dendrobium fleckeri Rupp & C.T.White (1937)
- Dendrobium ×fleischeri J.J.Sm. (1913)
- Dendrobium flexicaule Z.H.Tsi, S.C.Sun & L.G.Xu (1986)
- Dendrobium flexile Ridl.  (1896)
- Dendrobium floresianum Metusala & P.O'Byrne (2009)
- Dendrobium ×foederatum St.Cloud (1955)
- Dendrobium foetens Kraenzl. (1910)
- Dendrobium forbesii Ridl. (1886)
- Dendrobium formosum Roxb. ex Lindl. (1830)
- Dendrobium foxii Ridl. (1900)
- Dendrobium fractiflexum Finet (1903)
- Dendrobium fractum T.M.Reeve (1982)
- Dendrobium friedericksianum Rchb.f. (1887)
- Dendrobium fruticicola J.J.Sm. (1913)
- Dendrobium fuerstenbergianum Schltr. (1907)
- Dendrobium fulgescens J.J.Sm. (1935)
- Dendrobium fulgidum Schltr. (1912)
- Dendrobium fuligineum J.J.Sm. (1929)
- Dendrobium fuliginosum (M.A.Clem. & D.L.Jones) P.F.Hunt (1998)
- Dendrobium fulminicaule J.J.Sm. (1917)
- Dendrobium furcatopedicellatum Hayata (1914)
- Dendrobium furcatum Reinw. ex Lindl.  (1859)
- Dendrobium furfuriferum J.J.Sm. (1913)
- Dendrobium fusciflorum Ormerod (2002)
- Dendrobium fytchianum Bateman ex Rchb.f. (1864)

## G
- Dendrobium garrettii Seidenf. (1985)
- Dendrobium gatiense Schltr. (1912)
- Dendrobium gemellum Lindl. (1830)
- Dendrobium gemmiferum Kraenzl. (1910)
- Dendrobium geotropum T.M.Reeve (1983)
- Dendrobium gerlandianum Kraenzl. (1909)
- Dendrobium gibbosum Gilli  (1980 publ. 1983)
- Dendrobium gibsonii Paxton (1838)
- Dendrobium giriwoense J.J.Sm. (1913)
- Dendrobium gjellerupii J.J.Sm. (1911)
- Dendrobium glaucoviride J.J.Sm. (1913)
- Dendrobium glebulosum Schltr. (1912)
- Dendrobium globiflorum Schltr. (1912)
- Dendrobium glomeratum Rolfe (1894)
- Dendrobium glomeroides Ormerod (2009)
- Dendrobium glossorhynchoides Schltr. (1905)
- Dendrobium gnomus Ames (1933)
- Dendrobium gobiense Schltr. (1912)
- Dendrobium goldfinchii F.Muell. (1883)
- Dendrobium goldschmidtianum Kraenzl. (1909)
- Dendrobium gouldii Rchb.f. (1867)
- Dendrobium gracile (Blume) Lindl. (1830)
- Dendrobium gracilicaule F.Muell. (1859)
- Dendrobium ×gracillimum (Rupp) Leaney (1934)
- Dendrobium gramineum Ridl. (1908)
- Dendrobium grande Hook.f. (1890)
- Dendrobium grastidioides J.J.Sm. (1920)
- Dendrobium gratiosissimum Rchb.f. (1865)
- Dendrobium greenianum P.J.Cribb & B.A.Lewis (1989)
- Dendrobium gregulus Seidenf. (1985)
- Dendrobium griffithianum Lindl. (1835)
- Dendrobium ×grimesii C.T.White & Summerh. (1934)
- Dendrobium groeneveldtii J.J.Sm. (1920)
- Dendrobium grootingsii J.J.Sm. (1917)
- Dendrobium grossum Schltr. (1912)
- Dendrobium guamense Ames, Philipp. J. Sci. (1914)
- Dendrobium guerreroi Ames & Quisumb. (1932)
- Dendrobium guibertii Carrière (1876)
- Dendrobium gunnarii P.S.N.Rao (1992)
- Dendrobium gynoglottis Carr (1935)

## H
- Dendrobium habbemense P.Royen (1979)
- Dendrobium hainanense Rolfe (1896)
- Dendrobium hallieri J.J.Sm. (1912)
- Dendrobium halmaheirense J.J.Sm. (1914)
- Dendrobium hamadryas Schltr. (1912)
- Dendrobium hamaticalcar J.J.Wood & Dauncey (1993)
- Dendrobium hamatum Rolfe (1894)
- Dendrobium hamiferum P.J.Cribb (1981)
- Dendrobium hancockii Rolfe, J. Linn. Soc. (1903)
- Dendrobium harveyanum Rchb.f. (1883)
- Dendrobium hasseltii (Blume) Lindl. (1830)
- Dendrobium hastilabium Kraenzl. (1919)
- Dendrobium hawkesii A.H.Heller (1957)
- Dendrobium helix P.J.Cribb (1980)
- Dendrobium hellerianum A.D.Hawkes (1957)
- Dendrobium hellwigianum Kraenzl. ex Warb. (1893)
- Dendrobium hemimelanoglossum Guillaumin (1957)
- Dendrobium hendersonii A.D.Hawkes & A.H.Heller (1957)
- Dendrobium henryi Schltr. (1921)
- Dendrobium heokhuii P.O'Byrne & J.J.Wood (2006)
- Dendrobium hepaticum J.J.Sm. (1917)
- Dendrobium herbaceum Lindl. (1840)
- Dendrobium hercoglossum Rchb.f. (1886)
- Dendrobium herpetophytum Schltr. (1905)
- Dendrobium heterocarpum Wall. ex Lindl. (1830)
- Dendrobium heteroglossum Schltr. (1912)
- Dendrobium heyneanum Lindl. (1830)
- Dendrobium hippocrepiferum Schltr. (1912)
- Dendrobium hirsutifolium J.J.Wood (2008)
- Dendrobium hirtulum Rolfe (1898)
- Dendrobium histrionicum (Rchb.f.) Schltr. (1914)
- Dendrobium hodgkinsonii Rolfe (1900)
- Dendrobium hollandianum J.J.Sm. (1913)
- Dendrobium holochilum Schltr. (1912)
- Dendrobium hooglandianum Ormerod (2007)
- Dendrobium hookerianum Lindl. (1859)
- Dendrobium hooveri Ormerod (2007)
- Dendrobium hornei S.Moore (1883)
- Dendrobium horstii J.J.Sm. (1906)
- Dendrobium hosei Ridl. (1893)
- Dendrobium hughii Rchb.f. (1882)
- Dendrobium humboldtense J.J.Sm. (1912)
- Dendrobium huttonii Rchb.f. (1869)
- Dendrobium hymenanthum Rchb.f. (1855)
- Dendrobium hymenocentrum Schltr. (1912)
- Dendrobium hymenopetalum Schltr. (1911)
- Dendrobium hymenophyllum Lindl. (1830)
- Dendrobium hymenopterum Hook.f. (1890)
- Dendrobium hyperanthiflorum Kraenzl. (1894)
- Dendrobium hypopogon Kraenzl. (1910)

## I
- Dendrobium ianthinum Schuit. & Puspit. (2005)
- Dendrobium igneoniveum J.J.Sm. (1927)
- Dendrobium igneum J.J.Sm. (1908)
- Dendrobium imbricatum J.J.Sm. (1910)
- Dendrobium imitans Schltr. (1911)
- Dendrobium imitator J.J.Wood (2008)
- Dendrobium implicatum Fukuy. (1937)
- Dendrobium inamoenum Kraenzl. (1910)
- Dendrobium inconspicuum J.J.Sm. (1917)
- Dendrobium incumbens Schltr. (1912)
- Dendrobium incurvatum Schltr. (1912)
- Dendrobium incurvociliatum J.J.Sm. (1931)
- Dendrobium incurvum Lindl. (1859)
- Dendrobium indivisum (Blume) Miq. (1859)
- Dendrobium indochinense A.D.Hawkes & A.H.Heller (1957)
- Dendrobium indragiriense Schltr. (1911)
- Dendrobium inflatum Rolfe (1895)
- Dendrobium informe J.J.Sm. (1913)
- Dendrobium infractum J.J.Sm. (1913)
- Dendrobium infundibulum Lindl. (1859)
- Dendrobium ingratum J.J.Sm. (1912)
- Dendrobium insigne (Blume) Rchb.f. ex Miq. (1859)
- Dendrobium integrum Schltr. (1912)
- Dendrobium intricatum Gagnep. (1930)
- Dendrobium involutum Lindl. (1859)
- Dendrobium ionopus Rchb.f. (1882)
- Dendrobium isochiloides Kraenzl. (1894)
- Dendrobium iteratum J.J.Sm. (1934)

## J
- Dendrobium jabiense J.J.Sm. (1915)
- Dendrobium jacobsonii J.J.Sm. (1918)
- Dendrobium jaintianum Sabap. (2007)
- Dendrobium jamirusii J.J.Wood & A.L.Lamb (2008)
- Dendrobium jenkinsii Wall. ex Lindl. (1839)
- Dendrobium jennae P.O'Byrne (1996)
- Dendrobium jennyanum Kraenzl. (1896)
- Dendrobium jerdonianum Wight (1851)
- Dendrobium jiajiangense Z.Y.Zhu, S.J.Zhu & H.B.Wang  (2008)
- Dendrobium jiewhoei J.J.Wood & C.L.Chan (2008)
- Dendrobium johannis Rchb.f. (1865)
- Dendrobium johnsoniae F.Muell. (1882)
- Dendrobium jonesii Rendle (1901)
- Dendrobium josephinae Cootes (2008)
- Dendrobium jubatum Schuit. & de Vogel (2001)
- Dendrobium judithiae P.O'Byrne (1999)
- Dendrobium junceum Lindl. (1842)
- Dendrobium juncifolium Schltr. (1911)
- Dendrobium juncoideum P.Royen (1979)
- Dendrobium juniperinum Schltr. (1912)

## K
- Dendrobium kanakorum Kraenzl. (1910)
- Dendrobium kanburiense Seidenf. (1985)
- Dendrobium kaniense Schltr. (1912)
- Dendrobium katherinae A.D.Hawkes (1957)
- Dendrobium kauldorumii T.M.Reeve (1980)
- Dendrobium keithii Ridl.  (1896)
- Dendrobium kempterianum Schltr. (1912)
- Dendrobium kenepaiense J.J.Sm. (1918)
- Dendrobium kentrochilum Hook.f. (1890)
- Dendrobium kentrophyllum Hook.f. (1890)
- Dendrobium kerstingianum Schltr. (1921)
- Dendrobium keytsianum J.J.Sm. (1913)
- Dendrobium khanhoaense Aver. (1999)
- Dendrobium khasianum Deori (1988)
- Dendrobium kiauense Ames & C.Schweinf. (1920)
- Dendrobium kietaense Schltr. (1912)
- Dendrobium kingianum Bidwill ex Lindl. (1844)
- Dendrobium kjellbergii J.J.Sm. (1933)
- Dendrobium klabatense Schltr. (1910)
- Dendrobium klossii Ridl.  (1916)
- Dendrobium kontumense Gagnep. (1932)
- Dendrobium koordersii J.J.Sm. (1905)
- Dendrobium korinchense Ridl. (1917)
- Dendrobium korthalsii J.J.Sm. (1917)
- Dendrobium kotanicanum Ormerod (2008)
- Dendrobium kraemeri Schltr. (1914)
- Dendrobium kraenzlinii L.O.Williams (1938)
- Dendrobium kratense Kerr (1927)
- Dendrobium kruiense J.J.Sm. (1926)
- Dendrobium kryptocheilum Gilli  (1980 publ. 1983)
- Dendrobium kurashigei T.Yukawa (1998)
- Dendrobium kuyperi J.J.Sm. (1914)

## L
- Dendrobium laceratum Schltr. (1912)
- Dendrobium lacteum Kraenzl. (1894)
- Dendrobium laevifolium Stapf (1924)
- Dendrobium lagarum Seidenf. (1985)
- Dendrobium lambii J.J.Wood (1983)
- Dendrobium lamellatum (Blume) Lindl. (1830)
- Dendrobium lamelluliferum J.J.Sm. (1927)
- Dendrobium lamii J.J.Sm. (1929)
- Dendrobium lampongense J.J.Sm. (1908)
- Dendrobium lamprocaulon Schltr. (1905)
- Dendrobium lamproglossum Schltr. (1912)
- Dendrobium lamrianum C.L.Chan (1994)
- Dendrobium lamyaiae Seidenf. (1996)
- Dendrobium lanceolatum Gaudich. (1829)
- Dendrobium lancifolium A.Rich. (1834)
- Dendrobium lancilabium J.J.Sm. (1934)
- Dendrobium lancilobum J.J.Wood (1990)
- Dendrobium langbianense Gagnep. (1930)
- Dendrobium lankaviense Ridl. (1910)
- Dendrobium lanuginosum Ormerod (2005)
- Dendrobium lasianthera J.J.Sm. (1932)
- Dendrobium lasioglossum Rchb.f. (1868)
- Dendrobium latelabellatum Gilli (1980 publ. 1983)
- Dendrobium laterale L.O.Williams (1941)
- Dendrobium latifrons J.J.Sm. (1917)
- Dendrobium laurensii J.J.Sm. (1920)
- Dendrobium ×lavarackianum M.A.Clem. (1989)
- Dendrobium lawesii F.Muell. (1884)
- Dendrobium lawiense J.J.Sm. (1912)
- Dendrobium laxiflorum J.J.Sm. (1932)
- Dendrobium leeanum O'Brien (1891)
- Dendrobium leonis (Lindl.) Rchb.f. (1861)
- Dendrobium leontoglossum (Ridl.) Schltr. (1912)
- Dendrobium lepidochilum Kraenzl. (1910)
- Dendrobium leporinum J.J.Sm. (1909)
- Dendrobium leptocladum Hayata (1914)
- Dendrobium leptophyton Schuit. & de Vogel (2003)
- Dendrobium leucochlorum Rchb.f. (1879)
- Dendrobium leucocyanum T.M.Reeve (1982)
- Dendrobium leucohybos Schltr. (1912)
- Dendrobium levatii Kraenzl. (1929)
- Dendrobium leytense Ames (1915)
- Dendrobium lichenastrum (F.Muell.) Rolfe (1905)
- Dendrobium limii J.J.Wood (1994)
- Dendrobium limpidum Schuit. & de Vogel (2003)
- Dendrobium linawianum Rchb.f. (1861)
- Dendrobium lindleyi Steud. (1840)
- Dendrobium lineale Rolfe (1889)
- Dendrobium linearifolium Teijsm. & Binn. (1862)
- Dendrobium linguella Rchb.f. (1882)
- Dendrobium linguiforme Sw. (1800)
- Dendrobium litorale Schltr. (1912)
- Dendrobium lituiflorum Lindl. (1856)
- Dendrobium lobatum (Blume) Miq. (1859)
- Dendrobium lobbii Teijsm. & Binn. (1853)
- Dendrobium lobulatum Rolfe ex J.J.Sm. (1905)
- Dendrobium loddigesii Rolfe (1887)
- Dendrobium loesenerianum Schltr. (1912)
- Dendrobium loherianum Kraenzl. (1916)
- Dendrobium lohohense Tang & F.T.Wang (1951)
- Dendrobium lohokii J.J.Wood & A.L.Lamb (2008)
- Dendrobium lomatochilum Seidenf. (1981)
- Dendrobium longicaule J.J.Sm. (1910)
- Dendrobium longicornu Lindl. (1830)
- Dendrobium longissimum Schltr. (1912)
- Dendrobium lowii Lindl. (1861)
- Dendrobium lubbersianum Rchb.f. (1882)
- Dendrobium lucens Rchb.f. (1863)
- Dendrobium lueckelianum Fessel & M.Wolff (1990)
- Dendrobium lumakuense J.J.Wood (2008)
- Dendrobium lunatum Lindl. (1859)
- Dendrobium luteolum Bateman ex Rchb.f. (1864)
- Dendrobium luzonense Lindl. (1844)

## M
- Dendrobium maccarthiae Thwaites (1855)
- Dendrobium macfarlanei F.Muell. (1876)
- Dendrobium macranthum A.Rich. (1834)
- Dendrobium macraporum J.J.Sm. (1912)
- Dendrobium macrifolium J.J.Sm. (1935)
- Dendrobium macrogenion Schltr. (1912)
- Dendrobium macrophyllum A.Rich. (1834)
- Dendrobium macropus (Endl.) Rchb.f. ex Lindl. (1859)
- Dendrobium macrostigma J.J.Sm. (1928)
- Dendrobium maculosum J.J.Sm. (1920)
- Dendrobium magistratus P.J.Cribb (1981)
- Dendrobium maierae J.J.Sm. (1920)
- Dendrobium malacanthum Kraenzl. (1910)
- Dendrobium malbrownii Dockrill (1967)
- Dendrobium maleolens Kraenzl. (1910)
- Dendrobium malvicolor Ridl. (1917)
- Dendrobium mannii Ridl. (1896)
- Dendrobium maraiparense J.J.Wood & C.L.Chan (1994)
- Dendrobium margaretiae T.M.Reeve (1983)
- Dendrobium marmoratum Rchb.f. (1875)
- Dendrobium masarangense Schltr. (1911)
- Dendrobium mastersianum F.Muell. & Kraenzl. (1910)
- Dendrobium mayandyi T.M.Reeve & Renz (1981)
- Dendrobium megaceras Hook.f. (1888)
- Dendrobium meghalayense Y.Kumar & S.Chowdhury (2003)
- Dendrobium melanostictum Schltr. (1905)
- Dendrobium melanotrichum Schltr. (1912)
- Dendrobium melinanthum Schltr. (1912)
- Dendrobium meliodorum Schltr. (1912)
- Dendrobium mellicolor J.J.Sm. (1927)
- Dendrobium merrillii Ames (1908)
- Dendrobium metachilinum Rchb.f. (1855)
- Dendrobium metrium Kraenzl. (1910)
- Dendrobium micholitzii Rolfe ex Ames (1904)
- Dendrobium microbulbon A.Rich. (1841)
- Dendrobium microglaphys Rchb.f. (1868)
- Dendrobium milaniae Fessel & Lückel (1996)
- Dendrobium militare P.J.Cribb (1996)
- Dendrobium millarae A.D.Hawkes (1957)
- Dendrobium mindanaense Ames  (1913 publ. 1914)
- Dendrobium minimiflorum Gilli (1980 publ. 1983)
- Dendrobium minimum Ames & C.Schweinf. (1920)
- Dendrobium minutiflorum Kraenzl. (1914)
- Dendrobium mirandum Schltr. (1910)
- Dendrobium mirbelianum Gaudich. (1829)
- Dendrobium miserum Rchb.f. (1869)
- Dendrobium miyasakii Ames & Quisumb. (1931)
- Dendrobium modestissimum Kraenzl. (1910)
- Dendrobium modestum Rchb.f. (1855)
- Dendrobium mohlianum Rchb.f. (1862)
- Dendrobium molle J.J.Sm. (1908)
- Dendrobium moniliforme (L.) Sw. (1799)
- Dendrobium monophyllum F.Muell. (1859)
- Dendrobium montanum J.J.Sm. (1905)
- Dendrobium montedeakinense F.M.Bailey (1902)
- Dendrobium monticola P.F.Hunt & Summerh. (1961)
- Dendrobium montis-hosei J.J.Wood (2008)
- Dendrobium montis-sellae Kraenzl. (1910)
- Dendrobium montis-yulei Kraenzl. (1910)
- Dendrobium mooreanum Lindl. (1851)
- Dendrobium moorei F.Muell. (1870)
- Dendrobium moquetteanum J.J.Sm. (1917)
- Dendrobium morotaiense J.J.Sm. (1937)
- Dendrobium morrisonii Schltr. (1906)
- Dendrobium mortii F.Muell. (1859)
- Dendrobium moschatum (Buch.-Ham.) Sw. (1805)
- Dendrobium mucronatum Seidenf. (1985)
- Dendrobium multifolium Schltr. (1912)
- Dendrobium multilineatum Kerr (1933)
- Dendrobium multiramosum Ames (1915)
- Dendrobium multistriatum J.J.Sm. (1908)
- Dendrobium muluense J.J.Wood (2008)
- Dendrobium munificum (Finet) Schltr. (1912)
- Dendrobium muricatum Finet (1903)
- Dendrobium mussauense Ormerod (1997)
- Dendrobium mutabile (Blume) Lindl. (1830)
- Dendrobium mystroglossum Schltr. (1923)

## N
- Dendrobium nabawanense J.J.Wood & A.L.Lamb (1994)
- Dendrobium nanarauticolum Fukuy. (1937)
- Dendrobium nanocompactum Seidenf. (1995)
- Dendrobium nanum Hook.f. (1889)
- Dendrobium nardoides Schltr. (1912)
- Dendrobium nareshbahadurii H.B.Naithani (1986)
- Dendrobium nathanielis Rchb.f. (1857)
- Dendrobium navicula Kraenzl. (1910)
- Dendrobium nebularum Schltr. (1912)
- Dendrobium neglectum Gagnep. (1950)
- Dendrobium nemorale L.O.Williams (1937)
- Dendrobium neoguineense A.D.Hawkes & A.H.Heller (1957)
- Dendrobium nephrolepidis Schltr. (1912)
- Dendrobium neuroglossum Schltr. (1905)
- Dendrobium ngoyense Schltr. (1906)
- Dendrobium nhatrangense Gagnep. (1930)
- Dendrobium nieuwenhuisii J.J.Sm. (1906)
- Dendrobium nigricans Schltr. (1912)
- Dendrobium nimium J.J.Sm. (1929)
- Dendrobium nindii W.Hill (1874)
- Dendrobium niveobarbatum Cootes (2008)
- Dendrobium niveopurpureum J.J.Sm. (1929)
- Dendrobium njongense Schltr. (1912)
- Dendrobium nobile Lindl. (1830)
- Dendrobium nothofageti (M.A.Clem. & D.L.Jones) Schuit. & de Vogel (2003)
- Dendrobium nothofagicola T.M.Reeve (1982)
- Dendrobium nubigenum Schltr. (1912)
- Dendrobium nudum (Blume) Lindl. (1830)
- Dendrobium numaldeorii C.Deori, Hynn. & Phukan (2004)
- Dendrobium nummularia Schltr. (1912)
- Dendrobium nycteridoglossum Rchb.f. (1886)

## O
- Dendrobium obcordatum J.J.Sm. (1928)
- Dendrobium obliquum Schltr. (1912)
- Dendrobium oblongimentum Hosok. & Fukuy. (1942)
- Dendrobium obovatum Schltr. (1912)
- Dendrobium obrienianum Kraenzl. (1892)
- Dendrobium obscureauriculatum Gilli (1980 publ. 1983)
- Dendrobium obtusum Schltr. (1905)
- Dendrobium ochraceum De Wild. (1906)
- Dendrobium ochranthum Schltr. (1905)
- Dendrobium ochreatum Lindl. (1835)
- Dendrobium ochroleucum Teijsm. & Binn. (1853)
- Dendrobium ochthochilum P.O'Byrne & J.J.Verm. (2003)
- Dendrobium odoardi Kraenzl. (1910)
- Dendrobium odontopus Schltr. (1912)
- Dendrobium odoratum Schltr. (1910)
- Dendrobium okabeanum Tuyama (1941)
- Dendrobium okinawense Hatus. & Ida (1970)
- Dendrobium oliganthum Schltr. (1925)
- Dendrobium oligophyllum Gagnep. (1950)
- Dendrobium olivaceum J.J.Sm. (1912)
- Dendrobium oppositifolium (Kraenzl.) N.Hallé (1977)
- Dendrobium optimuspatruus P.O'Byrne & J.J.Verm. (2003)
- Dendrobium orbiculare J.J.Sm. (1914)
- Dendrobium orbilobulatum Fessel & Lückel (1996)
- Dendrobium oreodoxa Schltr. (1912)
- Dendrobium orientale J.J.Sm. (1905)
- Dendrobium ornithoflorum Ames (1908)
- Dendrobium osmophytopsis Kraenzl. (1910)
- Dendrobium ostrinum J.J.Sm. (1910)
- Dendrobium otaguroanum A.D.Hawkes (1957)
- Dendrobium ovatifolium Ridl.  (1896)
- Dendrobium ovatipetalum J.J.Sm. (1932)
- Dendrobium ovatum (L.) Kraenzl. (1910)
- Dendrobium ovipostoriferum J.J.Sm. (1912)
- Dendrobium oxychilum Schltr. (1912)
- Dendrobium oxyphyllum Gagnep. (1950)

## P
- Dendrobium paathii J.J.Sm. (1935)
- Dendrobium pachyanthum Schltr. (1911)
- Dendrobium pachyglossum C.S.P.Parish & Rchb.f. (1874)
- Dendrobium pachyphyllum (Kuntze) Bakh.f. (1963)
- Dendrobium pachystele Schltr. (1912)
- Dendrobium pachythrix T.M.Reeve & P.Woods (1989)
- Dendrobium pahangense Carr (1930)
- Dendrobium palawense Schltr. (1914)
- Dendrobium palpebrae Lindl. (1850)
- Dendrobium pandaneti Ridl. (1896)
- Dendrobium panduratum Lindl. (1859)
- Dendrobium panduriferum Hook.f. (1890)
- Dendrobium pantherinum Schltr. (1912)
- Dendrobium papilio Loher (1897)
- Dendrobium papuanum J.J.Sm. (1917)
- Dendrobium papyraceum J.J.Sm. (1913)
- Dendrobium paradoxum Teijsm. & Binn. (1862)
- Dendrobium paragnomus Ormerod (2005)
- Dendrobium parciflorum Rchb.f. ex Lindl. (1859)
- Dendrobium parcum Rchb.f. (1866)
- Dendrobium parishii Rchb.f. (1863)
- Dendrobium parnatanum Cavestro (2002)
- Dendrobium parthenium Rchb.f. (1885)
- Dendrobium parviflorum D.Don (1825)
- Dendrobium parvifolium J.J.Sm. (1917)
- Dendrobium parvilobum Schltr. (1912)
- Dendrobium parvulum Rolfe (1899)
- Dendrobium parvum Seidenf. (1995)
- Dendrobium paspalifolium J.J.Sm. (1935)
- Dendrobium patentifiliforme Hosok. (1942)
- Dendrobium patentilobum Ames & C.Schweinf. (1920)
- Dendrobium patentissimum J.J.Sm. (1913)
- Dendrobium patulum Schltr. (1912)
- Dendrobium pectinatum Finet (1903)
- Dendrobium peculiare J.J.Sm. (1928)
- Dendrobium pedicellatum J.J.Sm. (1908)
- Dendrobium pedilochilum Schltr. (1915)
- Dendrobium peguanum Lindl. (1859)
- Dendrobium pendulum Roxb. (1832)
- Dendrobium pensile Ridl. (1896)
- Dendrobium pentapterum Schltr. (1905)
- Dendrobium percnanthum Rchb.f. (1886)
- Dendrobium pergracile Ames (1914)
- Dendrobium perlongum Schltr. (1912)
- Dendrobium perpaulum Seidenf. (1995)
- Dendrobium perulatum Gagnep. (1950)
- Dendrobium petiolatum Schltr. (1912)
- Dendrobium petrophilum (Kraenzl.) Garay ex N.Hallé (1977)
- Dendrobium phaeanthum Schltr. (1912)
- Dendrobium philippinense Ames, Philipp. J. Sci. (1914)
- Dendrobium phillipsii Ames & Quisumb. (1935)
- Dendrobium phragmitoides Schltr. (1925)
- Dendrobium pictum Lindl. (1862)
- Dendrobium piestocaulon Schltr. (1905)
- Dendrobium pinifolium Ridl.  (1896)
- Dendrobium piranha C.L.Chan & P.J.Cribb (1994)
- Dendrobium planibulbe Lindl. (1843)
- Dendrobium planicaule Ridl. (1916)
- Dendrobium planum J.J.Sm. (1905)
- Dendrobium platybasis Ridl. (1916)
- Dendrobium platygastrium Rchb.f. (1878)
- Dendrobium pleasancium P.O'Byrne & J.J.Verm. (2003)
- Dendrobium plebejum J.J.Sm. (1907)
- Dendrobium pleianthum Schltr. (1912)
- Dendrobium pleiostachyum Rchb.f. (1882)
- Dendrobium pleurodes Schltr. (1912)
- Dendrobium plumilobum J.J.Sm. (1935)
- Dendrobium podocarpifolium Schltr. (1923)
- Dendrobium podochiloides Schltr. (1912)
- Dendrobium pogonantherum J.J.Sm. (1907)
- Dendrobium pogoniates Rchb.f. (1886)
- Dendrobium poissonianum Schltr. (1906)
- Dendrobium polyanthum Wall. ex Lindl. (1830)
- Dendrobium polycladium Rchb.f. (1876)
- Dendrobium polyphyllum Schltr. (1923)
- Dendrobium polyschistum Schltr. (1912)
- Dendrobium polytrichum Ames, Philipp. J. Sci. (1907)
- Dendrobium ponapense Schltr. (1921)
- Dendrobium poneroides Schltr. (1911)
- Dendrobium porphyrochilum Lindl. (1859)
- Dendrobium potamophila Schltr. (1912)
- Dendrobium praecinctum Rchb.f. (1877)
- Dendrobium praetermissum Seidenf. (1997)
- Dendrobium prasinum Lindl. (1859)
- Dendrobium prianganense J.J.Wood & J.B.Comber (1988)
- Dendrobium ×primulardii Horridge (1916)
- Dendrobium procerum Schltr. (1912)
- Dendrobium procumbens Carr (1932)
- Dendrobium profusum Rchb.f. (1884)
- Dendrobium prostheciglossum Schltr. (1912)
- Dendrobium prostratum Ridl.  (1896)
- Dendrobium proteranthum Seidenf. (1985)
- Dendrobium protractum Dauncey (2003)
- Dendrobium pruinosum Teijsm. & Binn. (1862)
- Dendrobium pseudoaloifolium J.J.Wood (1984)
- Dendrobium pseudocalceolum J.J.Sm. (1907)
- Dendrobium pseudoconanthum J.J.Sm. (1926)
- Dendrobium pseudodichaea Kraenzl. (1910)
- Dendrobium pseudoequitans Fessel & Lückel (2000)
- Dendrobium pseudoglomeratum T.M.Reeve & J.J.Wood (1982)
- Dendrobium pseudointricatum Guillaumin (1962)
- Dendrobium pseudopeloricum J.J.Sm. (1929)
- Dendrobium pseudorarum Dauncey (2003)
- Dendrobium pseudostriatellum J.J.Wood & P.O'Byrne (2008)
- Dendrobium pseudotenellum Guillaumin (1965)
- Dendrobium pterocarpum Ames (1923)
- Dendrobium puberulilingue J.J.Sm. (1927)
- Dendrobium pugioniforme A.Cunn. ex Lindl. (1839)
- Dendrobium pulchellum Roxb. ex Lindl. (1830)
- Dendrobium pulleanum J.J.Sm. (1911)
- Dendrobium pullenianum Ormerod (2007)
- Dendrobium pulvinatum Schltr. (1912)
- Dendrobium punamense Schltr. (1905)
- Dendrobium punbatuense J.J.Wood (2008)
- Dendrobium puniceum Ridl. (1886)
- Dendrobium purpureiflorum J.J.Sm. (1913)
- Dendrobium purpureum Roxb.  (1832)
- Dendrobium putnamii A.D.Hawkes & A.H.Heller (1957)
- Dendrobium pycnostachyum Lindl.  (1859)

## Q
- Dendrobium quadriferum Schltr. (1912)
- Dendrobium quadrilobatum Carr (1929)
- Dendrobium quadriquetrum J.J.Sm. (1913)
- Dendrobium quinquecaudatum J.J.Sm. (1929)
- Dendrobium quinquedentatum J.J.Sm. (1908)
- Dendrobium quinquelobatum Schltr. (1912)
- Dendrobium quisumbingii A.D.Hawkes & A.H.Heller (1957)

## R
- Dendrobium racemosum (Nicholls) Clemesha & Dockrill (1964)
- Dendrobium rachmatii J.J.Sm. (1917)
- Dendrobium racieanum Cavestro (2003)
- Dendrobium radians Rchb.f. (1868)
- Dendrobium ramificans J.J.Sm. (1904)
- Dendrobium ramosii Ames (1912)
- Dendrobium rantii J.J.Sm. (1934)
- Dendrobium rappardii J.J.Sm. (1943)
- Dendrobium rariflorum J.J.Sm. (1929)
- Dendrobium rarum Schltr. (1912)
- Dendrobium ravanii Cootes (2008)
- Dendrobium rechingerorum Schltr. (1912)
- Dendrobium recurvilabre J.J.Sm. (1915)
- Dendrobium reflexibarbatulum J.J.Sm. (1927)
- Dendrobium reflexitepalum J.J.Sm. (1921)
- Dendrobium refractum Teijsm. & Binn. (1862)
- Dendrobium reginanivis P.O'Byrne & J.J.Verm. (2003)
- Dendrobium regium Prain (1902)
- Dendrobium reineckei Schltr. (1911)
- Dendrobium reniforme J.J.Sm. (1913)
- Dendrobium rennellii P.J.Cribb (1983)
- Dendrobium revolutum Lindl. (1840)
- Dendrobium rhabdoglossum Schltr. (1923)
- Dendrobium rhodocentrum Rchb.f. (1872)
- Dendrobium rhodostele Ridl. (1893)
- Dendrobium rhodostictum F.Muell. & Kraenzl. (1894)
- Dendrobium rhombeum Lindl. (1843)
- Dendrobium rhombopetalum Kraenzl. (1910)
- Dendrobium rhytidothece Schltr. (1912)
- Dendrobium rickscottianum P.O'Byrne & J.J.Verm. (2003)
- Dendrobium rigidifolium Rolfe (1899)
- Dendrobium rigidum R.Br. (1810)
- Dendrobium rindjaniense J.J.Sm. (1925)
- Dendrobium riparium J.J.Sm. (1913)
- Dendrobium roseatum Ridl.  (1896)
- Dendrobium roseicolor A.D.Hawkes & A.H.Heller (1957)
- Dendrobium roseipes Schltr. (1912)
- Dendrobium rosellum Ridl.  (1896)
- Dendrobium roseocalcar J.J.Wood & A.L.Lamb (2008)
- Dendrobium roseoflavidum Schltr. (1912)
- Dendrobium roseonervatum Schltr. (1904)
- Dendrobium roseosparsum P.O'Byrne & J.J.Verm. (2004)
- Dendrobium roseostriatum Ridl. (1925)
- Dendrobium rubropictum Schltr. (1912)
- Dendrobium ruckeri Lindl. (1843)
- Dendrobium ruginosum Ames (1933)
- Dendrobium rugosum (Blume) Lindl. (1830)
- Dendrobium rugulosum J.J.Sm. (1911)
- Dendrobium rupestre J.J.Sm. (1911)
- Dendrobium rupicola Ridl. (1915)
- Dendrobium ×ruppiosum Clemesha (1982)
- Dendrobium rutriferum Rchb.f. (1887)
- Dendrobium ruttenii J.J.Sm. (1920)

## S
- Dendrobium sabahense J.J.Wood (2008)
- Dendrobium sacculiferum J.J.Sm. (1922)
- Dendrobium sagittatum J.J.Sm. (1905)
- Dendrobium salaccense (Blume) Lindl. (1830)
- Dendrobium salicifolium J.J.Sm. (1935)
- Dendrobium salomonense Schltr. (1912)
- Dendrobium sambasanum J.J.Sm. (1909)
- Dendrobium samoense P.J.Cribb (1983)
- Dendrobium sancristobalense P.J.Cribb (1983)
- Dendrobium sanderae Rolfe (1909)
- Dendrobium sanderianum Rolfe (1894)
- Dendrobium sandsii J.J.Wood & C.L.Chan (1994)
- Dendrobium sanguinolentum Lindl. (1842)
- Dendrobium sarawakense Merr. (1921)
- Dendrobium sarcochilus Finet (1903)
- Dendrobium sarcodes Schltr. (1912)
- Dendrobium sarcophyllum Schltr. (1912)
- Dendrobium sarmentosum Rolfe (1896)
- Dendrobium scabrifolium Ridl. (1916)
- Dendrobium scabrilingue Lindl. (1859)
- Dendrobium schneiderae F.M.Bailey (1886)
- Dendrobium schoeninum Lindl. (1846)
- Dendrobium schrautii Schildh. (2006)
- Dendrobium schuetzei Rolfe (1911)
- Dendrobium schulleri J.J.Sm. (1914)
- Dendrobium schwartzkopfianum Kraenzl. (1898)
- Dendrobium schweinfurthianum A.D.Hawkes & A.H.Heller (1957)
- Dendrobium scirpoides Schltr. (1911)
- Dendrobium scopula Schltr. (1912)
- Dendrobium scoriarum W.W.Sm. (1921)
- Dendrobium sculptum Rchb.f. (1863)
- Dendrobium secundum (Blume) Lindl. (1829)
- Dendrobium senile C.S.P.Parish & Rchb.f. (1865)
- Dendrobium septemcostulatum J.J.Sm. (1920)
- Dendrobium seranicum J.J.Sm. (1928)
- Dendrobium serena-alexianum J.J.Wood & A.L.Lamb (2008)
- Dendrobium serratilabium L.O.Williams (1937)
- Dendrobium serratipetalum Schltr. (1923)
- Dendrobium setifolium Ridl. (1896)
- Dendrobium setigerum Ames ex M.A.Clem. (1999-2000 publ. 1999)
- Dendrobium setosum Schltr. (1912)
- Dendrobium shiraishii T.Yukawa & M.Nishida (1992)
- Dendrobium shompenii B.K.Sinha & P.S.N.Rao (1998)
- Dendrobium siberutense J.J.Sm. (1922)
- Dendrobium sibuyanense Lubag-Arquiza, Naranja, Baldos & Sacdalan (2006)
- Dendrobium sidikalangense Dauncey (2001)
- Dendrobium signatum Rchb.f. (1884)
- Dendrobium simondii Gagnep. (1950)
- Dendrobium sinense Tang & F.T.Wang (1974)
- Dendrobium singaporense A.D.Hawkes & A.H.Heller (1957)
- Dendrobium singkawangense J.J.Sm. (1935)
- Dendrobium singulare Ames & C.Schweinf. (1920)
- Dendrobium sinuosum Ames (1922)
- Dendrobium sladei J.J.Wood & P.J.Cribb (1982)
- Dendrobium sleumeri Ormerod (2003)
- Dendrobium smillieae F.Muell. (1868)
- Dendrobium smithianum Schltr. (1911)
- Dendrobium sociale J.J.Sm. (1912)
- Dendrobium somae Hayata (1916)
- Dendrobium soriense Howcroft (1996)
- Dendrobium sororium Schltr. (1910)
- Dendrobium spatella Rchb.f. (1865)
- Dendrobium spathilabium Ames & C.Schweinf. (1934)
- Dendrobium spathilingue J.J.Sm. (1913)
- Dendrobium spathipetalum J.J.Sm. (1914)
- Dendrobium spathulatum L.O.Williams (1938)
- Dendrobium speciosum Sm. (1804)
- Dendrobium speckmaieri Fessel & Lückel (2002)
- Dendrobium spectabile (Blume) Miq. (1859)
- Dendrobium spectatissimum Rchb.f. (1876)
- Dendrobium spenceanum Ormerod (2005)
- Dendrobium sphenochilum F.Muell. & Kraenzl. (1894)
- Dendrobium spinuliferum Ormerod (2005)
- Dendrobium spurium (Blume) J.J.Sm. (1905)
- Dendrobium steatoglossum Rchb.f. (1876)
- Dendrobium steinii J.J.Sm. (1934)
- Dendrobium stelidiiferum J.J.Sm. (1920)
- Dendrobium stellare Dauncey (2003)
- Dendrobium stenophyllum Schltr. (1912)
- Dendrobium stenopterum (Rchb.f.) Chadim (1972)
- Dendrobium stictanthum Schltr. (1912)
- Dendrobium stipiticola Ormerod (2005)
- Dendrobium stockeri T.Yukawa (2000)
- Dendrobium stolleanum Schltr. (1923)
- Dendrobium stratiotes Rchb.f. (1886)
- Dendrobium straussianum Schltr. (1915)
- Dendrobium strebloceras Rchb.f. (1886)
- Dendrobium strepsiceros J.J.Sm. (1912)
- Dendrobium striaenopsis M.A.Clem. & D.L.Jones (1989)
- Dendrobium striatellum Carr (1932)
- Dendrobium striatiflorum J.J.Sm. (1913)
- Dendrobium stricticalcarum W.Suarez & Cootes (2008)
- Dendrobium striolatum Rchb.f. (1857)
- Dendrobium strongylanthum Rchb.f. (1878)
- Dendrobium strongyloflorum J.J.Wood (2008)
- Dendrobium stuposum Lindl. (1838)
- Dendrobium subacaule Reinw. ex Lindl. (1859)
- Dendrobium subbilobatum Schltr. (1923)
- Dendrobium subclausum Rolfe (1894)
- Dendrobium subelobatum J.J.Sm. (1929)
- Dendrobium subflavidum Ridl. (1908)
- Dendrobium subpandifolium J.J.Sm. (1927)
- Dendrobium subpetiolatum Schltr. (1912)
- Dendrobium subquadratum J.J.Sm. (1908)
- Dendrobium subserratum Schltr. (1912)
- Dendrobium subtricostatum J.J.Sm. (1929)
- Dendrobium subulatoides Schltr. (1911)
- Dendrobium subulatum (Blume) Lindl. (1830)
- Dendrobium subuliferum J.J.Sm. (1911)
- Dendrobium ×suffusum Cady (1964)
- Dendrobium sulcatum Lindl. (1838)
- Dendrobium sulphureum Schltr. (1912)
- Dendrobium sumatranum A.D.Hawkes & A.H.Heller (1957)
- Dendrobium summerhayesianum A.D.Hawkes & A.H.Heller (1957)
- Dendrobium superans J.J.Sm. (1926 publ. 1927)
- Dendrobium ×superbiens Rchb.f. (1876)
- Dendrobium sutepense Rolfe ex Downie (1925)
- Dendrobium sutiknoi P.O'Byrne (2005)
- Dendrobium suzukii T.Yukawa (2002)
- Dendrobium swartzii A.D.Hawkes & A.H.Heller (1957)
- Dendrobium sylvanum Rchb.f. (1876)

## T
- Dendrobium tampangii P.O'Byrne (2001)
- Dendrobium tangerinum P.J.Cribb (1980)
- Dendrobium tapiniense T.M.Reeve (1980)
- Dendrobium taurinum Lindl. (1843)
- Dendrobium taurulinum J.J.Sm. (1920)
- Dendrobium taveuniense Dauncey & P.J.Cribb (1993)
- Dendrobium teloense J.J.Sm. (1906)
- Dendrobium tenellum (Blume) Lindl. (1830)
- Dendrobium tenue J.J.Sm. (1917)
- Dendrobium tenuicaule Hook.f. (1890)
- Dendrobium teretifolium R.Br. (1810)
- Dendrobium terminale C.S.P.Parish & Rchb.f. (1874)
- Dendrobium terrestre J.J.Sm. (1911)
- Dendrobium tetrabrachium J.J.Wood (2008)
- Dendrobium tetrachromum Rchb.f. (1880)
- Dendrobium tetraedre (Blume) Lindl. (1830)
- Dendrobium tetragonum A.Cunn. ex Lindl. (1839)
- Dendrobium tetralobum Schltr. (1906)
- Dendrobium thyrsiflorum Rchb.f. ex André (1875)
- Dendrobium thyrsodes Rchb.f. (1859)
- Dendrobium thysanophorum Schltr. (1911)
- Dendrobium tobaense J.J.Wood & J.B.Comber (1993)
- Dendrobium tokai Rchb.f. (1865)
- Dendrobium toppiorum A.L.Lamb & J.J.Wood (2008)
- Dendrobium torajaense P.O'Byrne (1999)
- Dendrobium toressae (F.M.Bailey) Dockrill (1964)
- Dendrobium torquisepalum Kraenzl. (1910)
- Dendrobium torricellense Schltr. (1905)
- Dendrobium tortile Lindl. (1847)
- Dendrobium toxopei J.J.Sm. (1928)
- Dendrobium tozerense Lavarack (1977)
- Dendrobium trachythece Schltr. (1923)
- Dendrobium trankimianum T.Yukawa (2004)
- Dendrobium transparens Wall. ex Lindl. (1830)
- Dendrobium transtilliferum J.J.Sm. (1922)
- Dendrobium trantuanii Perner & X.N.Dang (2003)
- Dendrobium treubii J.J.Sm. (1905)
- Dendrobium triangulum J.J.Sm. (1914)
- Dendrobium trichosepalum Gilli (1980 publ. 1983)
- Dendrobium trichostomum Rchb.f. ex Oliv. (1875)
- Dendrobium tricuspe (Blume) Lindl. (1830)
- Dendrobium tridentatum Ames & C.Schweinf. (1920)
- Dendrobium tridentiferum Lindl. (1843)
- Dendrobium trigonellodorum Kraenzl. (1910)
- Dendrobium trigonopus Rchb.f. (1887)
- Dendrobium trilamellatum J.J.Sm. (1908)
- Dendrobium trilobulatum Kores (1989)
- Dendrobium trinervium Ridl. (1896)
- Dendrobium triste Schltr. (1912)
- Dendrobium tropaeoliflorum Hook.f. (1890)
- Dendrobium trullatum J.J.Wood & A.L.Lamb (1994)
- Dendrobium truncatum Lindl. (1859)
- Dendrobium truncicola Schltr. (1911)
- Dendrobium tubiflorum J.J.Sm. (1914)

## U
- Dendrobium uliginosum J.J.Sm. (1910)
- Dendrobium umbonatum Seidenf. (1985)
- Dendrobium uncatum Lindl. (1859)
- Dendrobium undatialatum Schltr. (1912)
- Dendrobium unicarinatum Kores (1989)
- Dendrobium unicum Seidenf. (1970)
- Dendrobium uniflorum Griff. (1851)
- Dendrobium ×usitae T.Yukawa (1995)
- Dendrobium usterioides Ames (1915)
- Dendrobium ustulatum Carr (1932)

## V
- Dendrobium vagabundum A.D.Hawkes & A.H.Heller (1957)
- Dendrobium vagans Schltr. (1911)
- Dendrobium vanderwateri Ridl. (1916)
- Dendrobium vandifolium Finet (1903)
- Dendrobium vandoides Schltr. (1912)
- Dendrobium vanhulstijnii J.J.Sm. (1917)
- Dendrobium vannouhuysii J.J.Sm. (1911)
- Dendrobium velutinelabrum M.A.Clem. & Cootes (2009)
- Dendrobium ventricosum Kraenzl. (1910)
- Dendrobium ventrilabium J.J.Sm. (1922)
- Dendrobium ventripes Carr (1935)
- Dendrobium venustum Teijsm. & Binn. (1864)
- Dendrobium vernicosum Schltr. (1912)
- Dendrobium verruciferum Rchb.f. (1876)
- Dendrobium verruciflorum Schltr. (1912)
- Dendrobium verruculosum Schltr. (1912)
- Dendrobium versicolor Cogn. (1895)
- Dendrobium vesiculosum M.A.Clem. & D.L.Jones (1996)
- Dendrobium vestigiiferum J.J.Sm. (1934)
- Dendrobium vexillarius J.J.Sm. (1910)
- Dendrobium victoriae-reginae Loher (1897)
- Dendrobium vietnamense Aver. (2005)
- Dendrobium villosulum Wall. ex Lindl. (1830)
- Dendrobium vinosum Schltr. (1923)
- Dendrobium violaceoflavens J.J.Sm. (1929)
- Dendrobium violaceominiatum Schltr. (1921)
- Dendrobium violaceopictum Schltr. (1912)
- Dendrobium violaceum Kraenzl. (1910)
- Dendrobium violascens J.J.Sm. (1927)
- Dendrobium virgineum Rchb.f. (1884)
- Dendrobium viridiflorum F.M.Bailey (1898)
- Dendrobium viriditepalum J.J.Sm. (1917)
- Dendrobium viridulum Ridl. (1896)
- Dendrobium virotii Guillaumin (1941)
- Dendrobium vitiense Rolfe (1921)
- Dendrobium vogelsangii P.O'Byrne (2000)
- Dendrobium ×von-paulsenianum A.D.Hawkes (1957)
- Dendrobium vonroemeri J.J.Sm. (1910)

## W
- Dendrobium wangliangii G.W.Hu, C.L.Long & X.H.Jin (2008)
- Dendrobium wardianum R.Warner (1863)
- Dendrobium wassellii S.T.Blake (1963)
- Dendrobium wattii (Hook.f.) Rchb.f. (1888)
- Dendrobium wentianum J.J.Sm. (1911)
- Dendrobium wenzelii Ames (1915)
- Dendrobium whistleri P.J.Cribb (1995)
- Dendrobium widjajanum Ormerod (2008)
- Dendrobium wightii A.D.Hawkes & A.H.Heller (1962)
- Dendrobium williamsianum Rchb.f. (1878)
- Dendrobium williamsonii Day & Rchb.f. (1869)
- Dendrobium wisselense P.J.Cribb (1981)
- Dendrobium wolterianum Schltr. (1912)
- Dendrobium woluense J.J.Sm. (1928)
- Dendrobium womersleyi T.M.Reeve (1982)
- Dendrobium woodsii P.J.Cribb (1981)
- Dendrobium wulaiense Howcroft (1981)

## X-Z
- Dendrobium xanthoacron Schltr. (1906)
- Dendrobium xanthogenium Schltr. (1923)
- Dendrobium xanthomeson Schltr. (1905)
- Dendrobium xanthophlebium Lindl. (1857)
- Dendrobium xanthothece Schltr. (1912)
- Dendrobium xichouense S.J.Cheng & Z.Z.Tang (1984) (parfois écrit D.xichouensis)
- Dendrobium xiphophyllum Schltr. (1911)
- Dendrobium xylophyllum Kraenzl. (1910)
- Dendrobium yeageri Ames & Quisumb. (1933 publ. 1934)
- Dendrobium ×yengiliense T.M.Reeve (1982)
- Dendrobium yongii J.J.Wood (2008)
- Dendrobium ypsilon Seidenf. (1985)
- Dendrobium zamboangense Ames (1915)